# La Mañana (Buenos Aires)
La Mañana fue un periódico que apareció en Argentina en 1911. El fundador y primer director fue Francisco Uriburu (hijo), perteneciente a una influyente familia que también fundó el diario La Fronda. Se publicaba en un formato tabloide que era novedoso para la época. Si bien Ulanovsky afirma que El Mundo fue el primer diario tabloide de la Argentina, La Mañana (1911-1919) ya había salido con ese formato.

## Descripción
Tenía un estilo cáustico y despiadado y se destacaba la agudeza de la línea editorial. Realizó una oposición frontal al yrigoyenismo y repetía una y otra vez sus críticas al radicalismo. 
A diferencia de la prensa comercial, que seguía el modelo norteamericano donde la noticia primaba sobre la opinión, La Mañana fue concebida como un arma de lucha al servicio de las convicciones políticas de su fundador y alma mater, esto es que estaba enrolada en un periodismo faccioso, involucrado activamente en las contiendas políticas con un abierto compromiso con una causa determinada, antes que una pretendida objetividad. 
Si bien brindaba un amplio abanico de secciones breves: noticias del exterior y del interior del país, de las principales fuerzas políticas y del movimiento obrero, espectáculos, deportes, mercados, bibliografía y prensa, páginas literarias, sociales, informaciones judiciales, crónicas policiales, su mayor interés residía en las notas de opinión, generalmente sin firma, que ocupaban las primeras páginas y expresaban la línea editorial del diario sobre temas diversos de actualidad pero con predominio de la política. Con el paso del tiempo estas notas fueron adquiriendo cada vez más importancia en desmedro de las demás a medida que el perfil político de la publicación se fue acentuando.

## El debate por la reforma política
En 1912 un sector de la clase política argentina encaró una reforma del régimen electoral con el propósito de ampliar la participación comicial y poner fin a un sistema político afectado por la práctica del fraude y la manipulación. Esta reforma implicó establecer que el voto –que ya era universal conforme la legislación vigente-pasara a ser también secreto y obligatorio. Los impulsores de la reforma querían una modernización acorde con las transformaciones que había tenido la sociedad y pretendían desactivar la impugnación revolucionaria procedente del radicalismo e incorporarlo al sistema político. En ese marco, el presidente Roque Sáenz Peña se entrevistó con el jefe del radicalismo Hipólito Yrigoyen para conversar sobre los pasos a dar en esa dirección.
La idea de los reformistas era que existieran partidos políticos estables y permanentes, de alcance nacional, con programas que expresaran sus  postulados ideológicos y ofrecieran juicios concretos respecto de una sociedad que estaba en proceso de rápida expansión y cambio, partidos programáticos –conocidos en la época como «partidos de ideas» o «partidos orgánicos»– debían reemplazar con mecanismos internos democráticos de deliberación y decisión, a la política gestionada por los círculos de notables y contaminada de personalismo y caudillismo.
La Mañana desde su lanzamiento acompañó decididamente al presidente Sáenz Peña y demás reformistas y,  aunque afirmó su neutralidad respecto de las alternativas partidarias, vio con beneplácito a las diversas agrupaciones que lenta y gradualmente parecían adecuarse a dichos requerimientos, como la Liga del Sur y el Partido Socialista y vio con recelo a un radicalismo que parecía incapaz de dejar de lado las fórmulas abstractas sobre el culto de las tradiciones patrias, la honorabilidad administrativa, la práctica de las virtudes cívicas, etc. y pasar en cambio a expresar su posición concreta frente a las cuestiones que preocupaban a la sociedad, como los dilemas de proteccionismo o librecambio, liberación o restricción de la emigración, reformas penales humanitarias o de procedimientos implacables, latifundios rurales o subdivisión de la propiedad, milicia ciudadana o servicio militar obligatorio,  leyes protectoras del trabajo o medidas protectoras del capital, creación o no de créditos agrícolas, establecimiento o no de impuestos a la renta o a la herencia, etc.
El yrigoyenismo no sólo era censurado por el diario por falta de plataforma electoral sino también por su apelación a las facetas emotivas e irracionales de los votantes y su pretensión de fundar una «religión cívica» en torno del caudillo carismático que lideraba al partido; en realidad esta indefinición programática era para Yrigoyen la esencia misma de su movimiento dado que identificaba a la Unión Cívica Radical con la nación misma y una plataforma precisa habría significado inclinarse por un interés particular en detrimento del interés nacional.
La crítica principal del diario en la etapa de discusión de la reforma electoral era hacia figuras representativas del «antiguo régimen» que parecían  obstaculizarla, como por ejemplo el expresidente José Figueroa Alcorta o el vicepresidente Victorino de la Plaza.
La Mañana propiciaba la obligatoriedad del sufragio para revertir la desmovilización de la sociedad, si bien en el caso de los analfabetos, a los que consideraba más fácil blanco de maniobras de manipulación clientelar, sugería establecerlo como un derecho optativo. 
Sobre el sistema de representación sostenía que no había ninguno que fuera superior a los demás en forma absoluta –si bien rechazaba con argumentos el régimen imperante de lista completa porque desalentaba la organización de minorías- por lo que su diseño debía adecuarse a las circunstancias históricas y sociales e, incluso, cabía experimentar distintos sistemas hasta acercarse al más apropiado. La Mañana consideraba a la representación proporcional un sistema ideal para el cual la sociedad argentina todavía no estaba preparada, por lo que se inclinaba por el régimen de circunscripciones uninominales que había regido en forma efímera en 1904 por considerar que facilitaba la formación de partidos nuevos y la eliminación de los aparatos oficiales. Al conocerse el proyecto del ejecutivo, admitió que la lista incompleta era un mal menor que permitía salir del repudiado sistema vigente y cuando en la primera aplicación de la ley Sáenz Peña a fines de marzo de 1912 la UCR triunfó en las elecciones celebradas en la provincia de Santa Fe, La Mañana lo vio como confirmación de que la lista incompleta no era el sistema apropiado para el nivel de cultura política alcanzado por la sociedad.
En las elecciones presidenciales de 1916 el diario, alarmado por el avance yrigoyenista y atraído al mismo tiempo por las propuestas programáticas de Lisandro de la Torre, abandonó su prescindencia partidaria para apoyar al Partido Demócrata Progresista, creado en 1914 sobre la base de la Liga del Sur y otros partidos provinciales, que contó inicialmente con numerosos apoyos conservadores, que vieron en ella un probable dique frente al radicalismo.
El triunfo de Yrigoyen, que fue atribuido por el diario a la falta de experiencia del electorado, que aún se dejaba seducir por los vicios de la «política criolla», no hizo variar su convicción en la perfectibilidad del sistema democrático a lograrse con la educación política del pueblo elector por parte de los «partidos de ideas» y a la práctica continuada del sufragio.